# Lophophora
Lophophora J.M.Coult. è un genere di piante succulente appartenente alla famiglia delle Cactacee, diffuso in Texas e Messico.

## Etimologia
Deriva il nome dal greco λόφος (lóphos), "pennacchi dell'elmo, ciuffo", e φέρω (phéro), "io porto". Quindi portatrice di ciuffo. La specie L. williamsii viene comunemente chiamata peyote (= pane degli dei).
Nei paesi di origine è conosciuta - oltre che con il nome di peyote - anche con quelli popolari di hikuli wanamé, hikuli walula saeliami, piote, piotl, peote, pejote, peyot, peyotl, pellote, pezote, peyori, challote, mescal button, mescal bean, mescal, mezcal, raìz diabolica, devil's root, diabolic root, dry whiskey, white mule, dumpling-cactus, cactus-pudding, turnip-cactus, biznagas, tuna de tierra.

## Descrizione
Dotate di radici molto grosse, le Lophophora sono caratterizzate da un fusto globulare, con protuberanze arrotondate dotate di areole dall'aspetto di peluria lanosa molto evidente, in special modo nell'areola centrale dalla quale spuntano piccoli fiori di colore rosa, bianco o giallo contenenti pochi semi neri.

## Tassonomia
Il genere comprende le seguenti specie:
- Lophophora alberto-vojtechii Bohata, Myšák & Šnicer
- Lophophora diffusa (Croizat) Bravo
- Lophophora fricii Haberm.
- Lophophora williamsii (Lem. ex Salm-Dyck) J.M. Coult.

## Coltivazione
La coltivazione delle Lophophora, come tutti i cactus, necessita di terriccio molto poroso composto da terra concimata, sabbia e pietrisco grossolano. Andrà posta in vasi molto più grandi rispetto alla propria dimensione per garantire una buona adattabilità alle grandi radici.
La posizione dovrà essere a mezz'ombra (in natura cresce sotto i cespugli) e le annaffiature saranno eseguite solo quando il terreno si presenterà asciutto; nel periodo invernale andranno completamente sospese e le piante dovranno essere esposte a una temperatura non inferiore ai 4 °C. Durante questo periodo la Lophophora potrà apparire raggrinzita, ma con le prime annaffiature primaverili e una lieve spruzzatura riprenderà il suo vigore.
La riproduzione avviene per semi depositati in sabbia umida ad una temperatura di circa 26-28 °C in posizione ombreggiata: la crescita - tuttavia - sarà lentissima; per taglio dei polloni - che alcune varietà della pianta emettono lateralmente - si dovrà solo usare l'accortezza di far asciugare il taglio in modo da evitare che marcisca.

## Usi
Conosciuta fin dall'epoca preistorica, questa pianta era, ed è tuttora, usata dai nativi americani, tra cui gli Huicholes e i Tarahumara, in riti religiosi e sciamanici soprattutto in Messico settentrionale e centrale. Queste popolazioni usano mangiarne la polpa, cosa che provoca amplificazione e distorsione delle percezioni sensoriali, visioni geometriche colorate e, in alcuni casi, perdita della nozione del tempo, effetti che vengono attribuiti alla natura sacra della pianta.
Dal peyote si estrae una sostanza psicotropa usata spesso come stupefacente, ovvero la mescalina; per questo motivo negli USA ne è stata limitata la coltivazione.
Negli USA solo quattro coltivatori sono autorizzati legalmente a distribuire la pianta specialmente ai membri della comunità religiosa Native American Church, gli unici che la possono utilizzare legalmente. A causa dell'aumento della richiesta e della diminuzione dell'offerta diventa sempre più rara.

La Lophophora è stata usata da Allen Ginsberg per scrivere una delle sue poesie più celebri, Urlo.

## Nella cultura di massa
- Nel manga e anime Shaman King uno dei personaggi si chiama Peyote Diaz.
- Nel videogioco Grand Theft Auto V uno degli easter egg più popolari riguarda proprio il peyote. Cercandolo in vari punti sparsi nel mondo del videogioco e facendolo raccogliere e mangiare ad uno dei protagonisti, provoca un effetto allucinogeno tale da trasformarlo in un animale. L'effetto durerà finché l'animale controllato dal giocatore muore e il protagonista torna umano. Tra gli animali che possono apparire in modo casuale vi sono: cervo, cinghiale, coniglio, cormorano, cane (di sette razze diverse), corvo, coyote, delfino, falco, gabbiano, gatto, leone di montagna, maiale, mucca, orca, pesce, piccione, pollo, razza, squalo martello e squalo tigre.
- Nel film Puerto Escondido di Gabriele Salvatores  il protagonista, Mario, perdutosi nel deserto senza cibo né acqua decide con un po' di esitazione di mangiare un peyote per sopravvivere.
- È intitolata "Peyote" l'ultima canzone presente nell'album Hellvisback del rapper italiano Salmo (rapper).
- È intitolata "Santoro e Peyote" la canzone presente nell'ultimo album solista Il bello d'esser brutti del rapper italiano J-Ax.
- Nella serie tv Z Nation (stagione 2 episodio 10) Doc prova il peyote offertogli da un gruppo di nativi americani.
- Nel libro Il mondo nuovo di Aldous Huxley si fa allusione specie da parte di Linda e del suo amante Popé di un massiccio uso di mescal e peyote nel periodo in cui lei rimane nella Riserva di Selvaggi.
- Nel telefilm Grace and Frankie, nel primissimo episodio della prima stagione, le due sfortunate donne, sulla spiaggia, decidono di bere del peyote per purificarsi l'anima dal male.
- La rock band italiana Tuna de Tierra prende il nome da una delle denominazioni con cui è comunemente conosciuta la Lophophora nei Paesi del Centro e Sud America. Un chiaro riferimentio al peyote è presente anche nella copertina del loro primo full-length ("Tuna de Tierra").